# Municipio CH (Montevideo)
Municipio CH es uno de los ocho municipios en los que se encuentra administrativamente dividido el departamento de Montevideo, en Uruguay. Tiene su sede en la calle Brito del Pino n.º 1590, de la ciudad de Montevideo.

## Historia
El municipio fue creado a través del Decreto departamental N° 33209 del 17 de diciembre de 2009, en cumplimiento de los artículos 262, 287 y la disposición transitoria Y de la Constitución de la República y la Ley N.º 18567 de descentralización política y participación ciudadana. A este municipio se le adjudicaron los siguientes distritos electorales: ATB, AUA, AUB, AXA, AXB, AZA, AZB, BAA y BAB del departamento de Montevideo. Forman parte del municipio los Centros Comunales Zonales (CCZ) 4 (parcialmente) y 5. Su creación fue ratificada a través de la Ley N° 18653 del 15 de marzo de 2010 por el Poder Legislativo.

## Órganos del gobierno
La autoridad del municipio es el Concejo Municipal, compuesto por el Alcalde y cuatro Concejales.
| Concejo municipal | Concejo municipal                          | Concejo municipal                                      |
| ----------------- | ------------------------------------------ | ------------------------------------------------------ |
|                   |                                            | Partido Independiente                                  |
| Partido político  |                                            | Frente Amplio                                          |
| Integración       |                                            |                                                        |
| Alcalde           |                                            | Andrés Abt 27 de noviembre de 2020-12 de marzo de 2021 |
| Alcalde           | Matilde Antía 18 de marzo de 2021          |                                                        |
| Concejales        |                                            | Álvaro Maynard 27 de noviembre de 2020                 |
| Concejales        | Ándres Burcatovsky 27 de noviembre de 2020 |                                                        |
| Concejales        | Stella Cerviño 27 de noviembre de 2020     |                                                        |
| Concejales        | Brenda Piquinela 27 de noviembre de 2020   |                                                        |

## Ubicación
El municipio CH comprende una amplia zona urbana de la ciudad de Montevideo.
Sus límites territoriales fueron determinados por el Decreto N° 33209, siendo éstos el Río de la Plata y las calles Bv. José Batlle y Ordóñez, Avenida Italia, Avenida Dr. Luis A. de Herrera, Monte Caseros, Bv. Gral. Artigas.
Quedan comprendidos dentro de sus límites los siguientes barrios:
- Tres Cruces
- La Blanqueada
- Parque Batlle
- Villa Dolores
- Buceo
- Pocitos
- Punta Carretas

## Autoridades

### Alcaldes
| Nº  | Alcalde             | Inicio del mandato      | Fin del mandato         | Observaciones                              | Partido político | Partido político           |
| --- | ------------------- | ----------------------- | ----------------------- | ------------------------------------------ | ---------------- | -------------------------- |
| 1.º | Luis Luján          | 9 de julio de 2010      | 10 de julio de 2015     | [ 6 ]                                      |                  | Frente Amplio              |
| 2.º | Andrés Abt          | 10 de julio de 2015     | 10 de febrero de 2020   | Renuncia para presentarse a la reelección. |                  | Partido de la Concertación |
| 3.º | Ana María Larrañaga | 10 de febrero de 2020   | 25 de noviembre de 2020 | Asume de forma interina                    |                  | Partido de la Concertación |
| 4.º | Andrés Abt          | 26 de noviembre de 2020 | 12 de marzo de 2021     | Fallece en el cargo                        |                  | Partido Nacional           |
| 5.º | Matilde Antía       | 18 de marzo de 2021     | julio de 2025           | Asume tras el fallecimiento deAndrés Abt.  |                  | Partido Nacional           |

### Concejales
| Período   | Concejales         | Partido político           |
| --------- | ------------------ | -------------------------- |
| 2010-2015 | Hugo Médici        | Frente Amplio              |
| 2010-2015 | Matilde Rodríguez  | Partido Nacional           |
| 2010-2015 | Rosa Plata         | Partido Nacional           |
| 2010-2015 | Jaime Edelman      | Partido Colorado           |
| 2015-2020 | Santiago Borsari   | Partido de la Concertación |
| 2015-2020 | Enrique Arezo      | Partido de la Concertación |
| 2015-2020 | Mónica Leirós      | Frente Amplio              |
| 2015-2020 | Gloria Albano      | Frente Amplio              |
| 2020      | Mathias Álvarez    | Partido de la Concertación |
| 2020      | Álvaro Maynard     | Partido de la Concertación |
| 2020      | María Ribero       | Frente Amplio              |
| 2020      | Gloria Albano      | Frente Amplio              |
| 2020-2025 | Álvaro Maynard     | Partido Independiente      |
| 2020-2025 | Ándres Burcatovsky | Partido Independiente      |
| 2020-2025 | Stella Cerviño     | Frente Amplio              |
| 2020-2025 | Brenda Piquinela   | Frente Amplio              |